# Новальська Тетяна Василівна
Новальська Тетяна Василівна (8 листопада 1955, м. Київ, Україна) — доктор історичних наук, професор, завідувачка кафедри інформаційних технологій Київського національного університету культури і мистецтв.

## Коло наукових інтересів
Розвиток спеціального бібліотекознавства; вивчення та задоволення інформаційних потреб користувачів бібліотек; розвиток інноваційних форм в обслуговуванні користувачів бібліотек; сучасні вітчизняні, книгознавчі, бібліотекознавчі, бібліографознавчі концепції; удосконалення кадрового складу бібліотечно — інформаційної галузі.
У своєму дисертаційному дослідженні «Вивчення читача в українському бібліотекознавстві (друга половина XIX — початок XXI століття)» Новальська Т. В. здійснила теоретичний аналіз, узагальнила погляди науковців та практичної діяльності бібліотек України з вивчення читачів та читання, що дозволило аргументувати бібліотекознавчу концепцію читачезнавства, обґрунтувала самостійну галузь бібліотекознавства — бібліотечне читачезнавство. Висновки концепції українського бібліотечного читачезнавства, у тому числі й ті, які характеризують наукову новизну, одержані нею особисто.
Викладає дисципліни «Бібліотечне обслуговування», «Соціологія книги і читання», «Сучасні книгознавчі і бібліотекознавчі концепції»
Наукова діяльність: З 2007–2012 р. р. — член спеціалізованих вчених рад по захисту кандидатських і докторських дисертацій НБУВ, ХДАК, НАКККІМ. З 2012 року член спеціалізованих Вчених рад по захисту кандидатських і докторських дисертацій КНУКіМ. Тетяна Василівна є автором понад 100 наукових праць, в тому числі монографії, наукових статей, навчально — методичних матеріалів, рецензій, програм курсів. Бере активну участь у науково — практичних конференціях.
Під керівництвом Тетяни Василівни Новальської захищено 7 кандидатських дисертацій.

## Публікації автора
- Бібліотечно-інформаційне обслуговування [Текст]: програма для студентів спеціальності 7.020102: «Бібліотекознавство та бібліографія» / Укл. Новальська Т. В. ; М-во культури і мистецтв України; КНУКіМ; Фак. інформаційних систем та бібліотекознавства; Каф. бібліотекознавства. — К. : [б. и.], 1999. — 22 с. — Безпл.
- Програма виробничої практики для студентів III курсу з дисциплін «Бібліотечно-інформаційне обслуговування» та «Бібліотечне фондознавство» [Текст]: учебное пособие / Укл. Т. В. Новальська, Т. Г. Горбаченко ; М-во культури і мистецтв України; КНУКіМ; Фак. інформ. систем та бібліотекознавства; Каф. бібліотекознавства. — К. : [б. и.], 2000. — 13 с.
- Бібліотечно-інформаційне обслуговування читачів спеціальних наукових бібліотек [Текст]: програма для студ. спец. 7.020102: «Бібліотекознавство та бібліографознавство» / Укл. Т. В. Новальська ; М-во культури і мистецтв України; КНУКіМ; Фак. інформаційних систем та бібліотекознавства; Каф. бібліотекознавства. — К. : [б. и.], 1999. — 15 с.
- Бібліотечно-інформаційне обслуговування [Текст]: навч.-метод. посібник для самопідготовки студ. і викладачів / Укл. Т. В. Новальська ; М-во культури і мистецтв України; КДІК; Каф. бібліотекознавства. — К. : [б. и.], 1997. — 41 с.
- Новальська, Тетяна Василівна. Понятійний апарат читачезнавства як особливої галузі досліджень і знань [Текст] / Т. В. Новальська // Питання культурології. — К. : КНУКіМ, 2002. — Вип.18. — С. 43-49 .
- Програма виробничої практики для студентів 3-го курсу з дисципліни «Інформаційний сервіс» та «Бібліографічна діяльність в інформаційній сфері» [Текст]: учебное пособие / В. І. Лутовинова, Т. В. Новальська ; М-во культури і мистецтв України; КНУКіМ; Фак. документних комунікацій та міжнародної інформації. — К. : [б. и.], 2002. — 42 с.
- Новальська, Тетяна Василівна. Український читач у бібліотекознавчих дослідженнях (кінець XIX — початок XXI ст.) [Текст]: монографія / Т. В. Новальська ; М-во культури і туризму України; КНУКіМ. — К. : [б. и.], 2005. — 250 с.
- Новальська, Тетяна Василівна. Вивчення читача в українському бібліотекознавстві (друга половина XIX — початок XXI століття) [Рукопись]: автореф. дис. … д-ра іст. наук: (07.00.08) / Т. В. Новальська; Наук. кер. Т. І. Ківшар; Офіц. оп. В. М. Даниленко, Г. І. Ковальчук, О. М. Семашко ; НАН України; Нац. б-ка України ім. В. І. Вернадського; КНУКіМ. — К., 2007. — 40 с.